# Gemeinde Peja
Die Gemeinde Peja (albanisch Komuna e Pejës, serbisch Општина Пећ Opština Peć) ist eine Gemeinde im Kosovo. Sie liegt im Bezirk Peja. Verwaltungssitz ist die Stadt Peja.

## Geographie

### Lage
Die Gemeinde Peja befindet sich im Nordwesten des Kosovo. Im Süden grenzt die Gemeinde an Deçan und Gjakova, im Osten an Klina und Istog und im Norden und Westen an das Nachbarland Montenegro. Insgesamt befinden sich 39 Dörfer und die Stadt Peja in der Gemeinde. Die Fläche beträgt 603 km². Zusammen mit den Gemeinden Istog und Klina bildet die Gemeinde den Bezirk Peja.

### Nachbargemeinden
| Rožaje (MNE) | Rožaje (MNE)                                | Istog   |
| Berane (MNE) | Kompassrose, die auf Nachbargemeinden zeigt | Klina   |
| Plav (MNE)   | Deçan                                       | Gjakova |

## Bevölkerung
Die neueste amtliche Schätzung von 2021 beziffert die Einwohnerzahl auf 98.601.
Die Volkszählung aus dem Jahr 2011 ergab für die Gemeinde Peja eine Einwohnerzahl von 96.450, davon waren 87.975 (91,21 %) Albaner, 3786 (3,93 %) Bosniaken, 2700 Balkan-Ägypter, 993 Roma, 332 Serben, 189 Goranen, 143 Aschkali und 59 Türken.
92.914 deklarierten sich als Muslime, 2507 als Katholiken, 365 als Orthodoxe, 409 gaben keine Antwort und 48 haben keinen Glauben.
| Zensus    | 1948   | 1953   | 1961   | 1971   | 1981    | 1991    | 2011   | 2021   |
| --------- | ------ | ------ | ------ | ------ | ------- | ------- | ------ | ------ |
| Einwohner | 47.009 | 53.548 | 66.846 | 90.174 | 111.071 | 127.796 | 96.450 | 98.601 |

| Ethnie           | Albaner | Serben | Türken | Bosniaken | Roma | Aschkali | Balkan-Ägypter | Goranen | Andere | Unbekannt | Antwort verweigert |
| ---------------- | ------- | ------ | ------ | --------- | ---- | -------- | -------------- | ------- | ------ | --------- | ------------------ |
| Einwohner (2011) | 87.975  | 332    | 59     | 3.786     | 993  | 143      | 2.700          | 189     | 132    | 79        | 62                 |

| Religion         | Muslime | Orthodoxe | Katholiken | Konfessionslose | Andere | Unbekannt | Antwort verweigert |
| ---------------- | ------- | --------- | ---------- | --------------- | ------ | --------- | ------------------ |
| Einwohner (2011) | 92.914  | 365       | 2.507      | 48              | 93     | 114       | 409                |

| Bevölkerungsverteilung in der Gemeinde                                                                          |          |         |        |         |               |         |                         |        |           |        |              |        |          |
| Jahr/Nationalität                                                                                               | Albaner  | %       | Serben | %       | Montenegriner | %       | Roma (Ashkali, Ägypter) | %      | Bosniaken | %      | Andere       | %      | Gesamt   |
| 1961 | 41.532   | 62,35 % | 8.852  | 13,28 % | 12.701        | 19,05 % | 728                     | 1,09 % | 1.397     | 2,1 %  |              |        | 66.656   |
| 1971 | 63.193   | 70,12 % | 9.298  | 10,31 % | 11.306        | 12,54 % | 433                     | 0,48 % | 5.203     | 5,77 % |              |        | 90.124   |
| 1981 | 79.965   | 71,99 % | 7.995  | 7,2 %   | 9.796         | 8,82 %  | 3.844                   | 3,46 % | 8.739     | 7,86 % |              |        | 111.071  |
| 1991 | 96.441   | 75,5 %  | 7.815  | 6,11 %  | 6.960         | 5,44 %  | 4.442                   | 3,5 %  | 9.875     | 7,72 % |              |        | 127.796  |
| 1999 | ~104.600 | ~92 %   | n/a    | n/a     | n/a           | n/a     | ~3.500–4.000            | ~3,3 % | n/a       | n/a    | ~4.000–4.200 | ~3,6 % | ~113.000 |
| 2011 | 87.975   | 91,2 %  | 332    | 0,4 %   |               |         | 3.836                   | 3,9 %  | 3.786     | 3,9 %  | 521          | 0,5 %  | 96.450   |
| Quelle: Jugoslawische Volkszählung 1991, Einschätzung der OSCE 1999, und Volkszählung 2011 der Republik Kosovo. |          |         |        |         |               |         |                         |        |           |        |              |        |          |

Anmerkung: n/a steht für „not available“ (nicht verfügbar).

## Administration und Politik

### Legislative

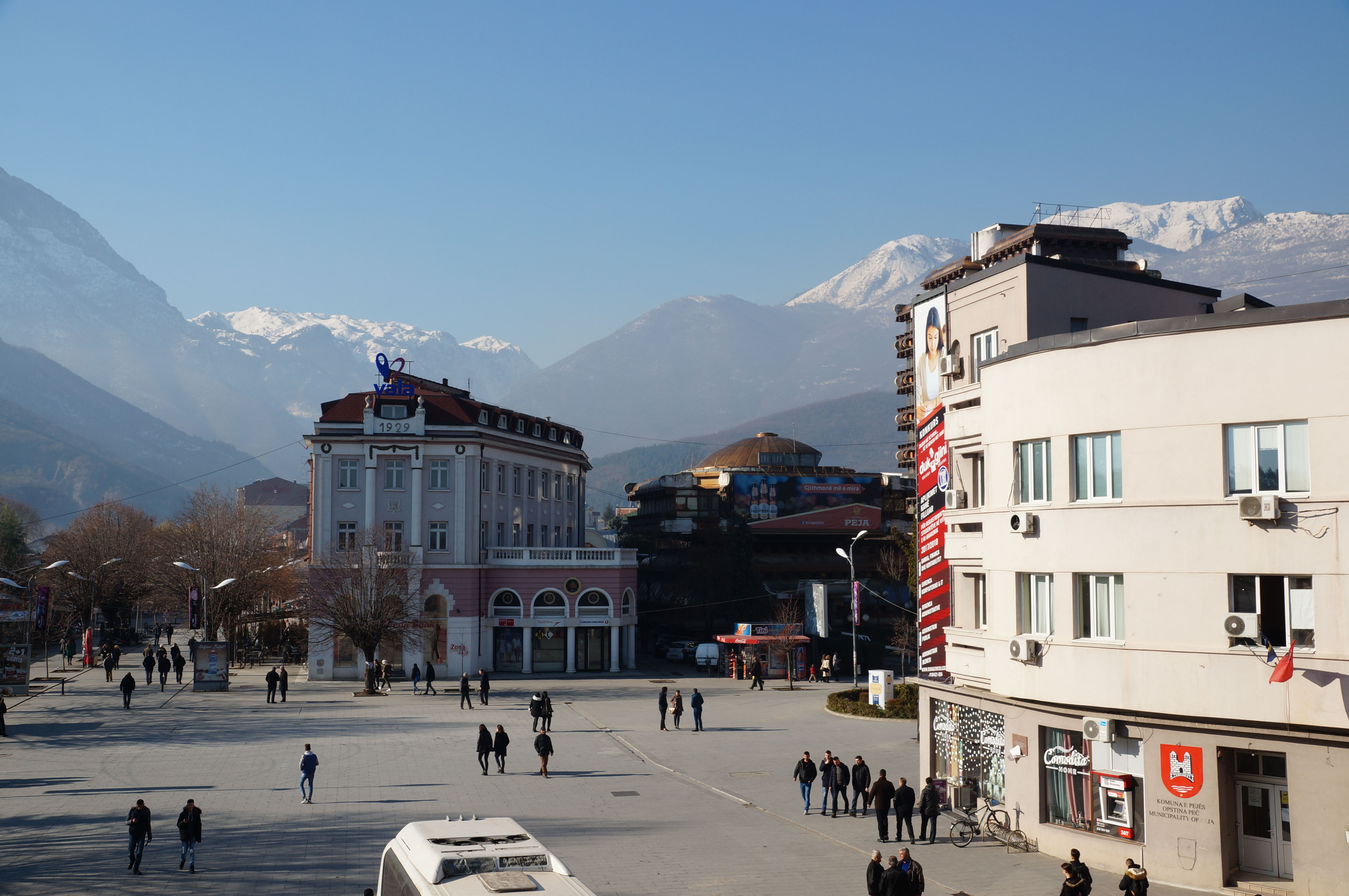
Das Zentrum der Stadt Peja. Rechts im Bild: Der Sitz des Gemeinderats.

Gesetzgebende Behörde ist der Gemeinderat (albanisch Kuvendi komunal, serbisch Skupština opštine). Dieser besteht aus 35 Mitgliedern, die alle vier Jahre vom Volk direkt gewählt werden. Sowohl der Ratspräsident als auch sein Stellvertreter werden in der konstituierenden Sitzung von den Gemeinderäten in einer geheimen Wahl bestimmt. Zu den Aufgaben des Gemeinderates zählen die Festlegung und Änderung der Gemeindereglemente, die Budget- und Investmentplanung, die Rechnungsabnahme, die Jahresplanung und die Erstellung von Jahresberichten, die Einberufung gesetzlich vorgeschriebener Ausschüsse, die Festlegung von Abgaben und Gebühren, die Festlegung sowie Verwendung von Symbolen der Gemeinde, die Festlegung und Verleihung von Auszeichnungen und Ehrentitel, die Namensgebung von Gassen, Straßen und Plätzen sowie Abkommen zur Zusammenarbeit mit anderen Gemeinden auf nationaler und internationaler Ebene.
Seit den Wahlen 2017 setzt sich der Gemeinderat, bei einem Frauenanteil von knapp über einem Drittel, aus Mandaten der folgenden Parteien zusammen:
| Partei                            | Wahlergebnis 2017 | +/-*     | Wählerstimmen | Sitze | +/-* |
| --------------------------------- | ----------------- | -------- | ------------- | ----- | ---- |
| Lidhja Demokratike e Kosovës      | 39,39 %           | + 9,79 % | 16.385        | 15    | + 5  |
| Aleanca për Ardhmërinë e Kosovës  | 27,5 %            | - 1,5 %  | 11.440        | 10    | (=)  |
| Partia Demokratike e Kosovës      | 12,92 %           | - 3,93 % | 5.376         | 5     | - 1  |
| Lëvizja Vetëvendosje!             | 8,61 %            | + 2,97 % | 3.582         | 3     | + 1  |
| Alternativa Demokratike e Kosovës | 2,19 %            | + 2,19 % | 912           | 1     | + 1  |
| Nisma Socialdemokrate             | 2,16 %            | + 2,16 % | 899           | 1     | + 1  |

* Veränderung zur Kommunalwahl 2013

### Exekutive
Der Bürgermeister wird, so wie der Gemeinderat, alle vier Jahre direkt vom Volk gewählt und ernennt eine Gemeinderegierung, die aus 14 Direktorien (albanisch Drejtoritë, serbisch Uprave) besteht. Das Bürgermeisteramt ist der Büroapparat des Bürgermeisters und unterstützt ihn bei den verfassungsmäßigen Funktionen. In diesem Sinn nehmen seine Mitarbeiter unter der Leitung des Bürgermeisters die Koordination der allgemeinen Regierungspolitik und die Informationstätigkeit der Gemeinderegierung wahr.
| Amt               | Name                    | Partei | Ressorts                                |
| ----------------- | ----------------------- | ------ | --------------------------------------- |
| Bürgermeister     | Gazmend Muhaxheri       | LDK    |                                         |
| Vizebürgermeister | Shkumbin Gashi          | LDK    |                                         |
| Kabinettschef     | Durim Sheremeti         | LDK    | Bürgermeisteramt                        |
| Direktor          | Fatmir Asllani          | LDK    | Verwaltung                              |
| Direktor          | Jeton Abazaj            | LDK    | Finanzen                                |
| Direktor          | Besim Avdimetaj         | LDK    | Bildung                                 |
| Direktor          | Rajan Arapi             | PDK    | Urbanistik und Umweltschutz             |
| Direktor          | Engelbert Zefaj         | LDK    | Kultur, Jugend und Sport                |
| Direktor          | Petrit Loci             | LDK    | Gesundheit und Soziales                 |
| Direktorin        | Xhevahire Çeku-Kelmendi | PDK    | Kommunale Arbeiten und Dienstleistungen |
| Direktor          | Mustafë Nila            | LDK    | Kataster und Geodäsie                   |
| Direktor          | Mehdi Mulaj             | LDK    | Forst-, Land- und Wasserwirtschaft      |
| Direktor          | Leotrim Murtezaj        | LDK    | Inspektion                              |
| Direktor          | Edmond Shala            | LDK    | Besitz- und Eigentumsfragen             |
| Direktor          | Muhamet Mahmutaj        | PDK    | Schutz und Rettung                      |
| Direktorin        | Suzana Muriqi           | LDK    | Europäische Integration und Diaspora    |
| Direktorin        | Xhenet Syka-Kelmendi    | PDK    | Wirtschaftliche Entwicklung             |

Die Bürgermeister der Gemeinde waren seit dem Jahr 2000:
- 2000–2002: Ali Lajqi (LDK)
- 2002–2007: Ali Lajqi (LDK)
- 2007–2009: Ali Berisha (AAK)
- 2009–2013: Ali Berisha (AAK)
- 2013–2017: Gazmend Muhaxheri (LDK)
- 2017–2021: Gazmend Muhaxheri (LDK)
- seit 2021: Gazmend Muhaxheri (LDK)

### Judikative
Für erstinstanzliche Rechtsstreitigkeiten ist das Bezirksgericht Peja zuständig. Es besteht aus Abteilungen für Privat- und Strafrecht, schwere Verbrechen, Jugendstrafrecht und Bagatelldelikte. Außenstellen des Bezirksgerichtes befinden sich in Deçan, Istog und Klina. Von den 24 Richtern sind acht weiblich und alle gehören der albanischen Ethnie an. Die Anklagebehörde besteht aus drei Abteilungen (Allgemein, schwere Verbrechen, Jugend) und beschäftigt 24 Staatsanwälte, von denen bis auf einen Serben alle Albaner sind. Der Frauenanteil liegt hier bei 38 %.

### Gemeindewappen

Das Gemeindewappen

Das Wappen der Gemeinde Peja gibt auf roten Hintergrund historische und traditionelle Eigenschaften der Gegend wieder. Das Gebäude mit den zwei Türmen symbolisiert einen wehrhaften Wohnturm (alb. Kulla), dessen Architektur charakteristisch für die gesamte Region Dukagjini ist. In der Gemeinde Peja stehen 22 Kullas, die zum kulturellen Erbe des Landes gehören und wovon sich neun in der Stadt selbst befinden. Die Brücke symbolisiert die steinerne Bogenbrücke in der Stadt Peja (alb. Ura e Gurit), die den Fluss Bistrica e Pejës überspannt und ebenfalls unter Denkmalschutz steht.

### Partnerschaften
Peja arbeitet weltweit mit Partnerstädten und -gemeinden in den Bereichen Bildung, Kunst und Kultur, wirtschaftliche Entwicklung sowie Gesundheitswesen und Soziales zusammen:
| Stadt    | Land                     |
| -------- | ------------------------ |
| Fier     | Albanien                 |
| Gusinje  | Montenegro               |
| Hörby    | Schweden                 |
| Johnston | Vereinigte Staaten, Iowa |
| Kruja    | Albanien                 |
| Sarajevo | Bosnien und Herzegowina  |

## Sehenswürdigkeiten

### Kirche des heiligen Jeremias
In dem in der Großgemeinde gelegenen Ort Gorazhdec/Goraždevac befindet sich die auf die erste Hälfte des 18. Jahrhunderts datierte Blockhütten-Kirche des heiligen Jeremias. Sie ist die einzige Kirche dieser Art im Kosovo. Das kleine Gebäude liegt auf dem Gelände des Friedhofes von Goraždevac. Es wird seit 1936 nicht mehr als Kirche benutzt, wurde aber im Jahre 1968 detailgetreu restauriert.

## Orte
| Albanisch          | Serbisch         | Einwohnerzahl (Volkszählung 2011) |
| ------------------ | ---------------- | --------------------------------- |
| Babiq              | Babiće           | 96                                |
| Baran              | Barane           | 927                               |
| Bellopaq           | Belopać          | 0                                 |
| Bellopoja          | Belo Polje       | 1272                              |
| Bllagaja           | Blagaje          | 773                               |
| Boga               | Boge             | 24                                |
| Breg i Zi          | Crni Vrh         | 234                               |
| Brestovik          | Brestovik        | 1718                              |
| Brezhanik          | Brežanik         | 715                               |
| Broliq             | Brolić           | 559                               |
| Buçan              | Bučane           | 677                               |
| Çallapek           | Čelopek          | 947                               |
| Çungur             | Čungur           | -                                 |
| Dobërdol           | Dobri Do         | 410                               |
| Drelaj             | Drelje           | 74                                |
| Duboçak            | Dubočak          | 0                                 |
| Dubova             | Dubovo           | 650                               |
| Dugaiva            | Duganjive        | 0                                 |
| Gllaviçica         | Glavičica        | 193                               |
| Gllogjan           | Glođane          | 422                               |
| Gorazhdec          | Goraždevac       | 570                               |
| Graboc             | Grabovac         | 403                               |
| Haxhaj             | Hadžovići        | 0                                 |
| Jabllanica         | Jablanica        | 573                               |
| Jabllanica e Madhe | Velika Jablanica | 827                               |
| Jabllanica e Vogël | Mala Jablanica   | 715                               |
| Katund i Ri        | Pašino Selo      | 628                               |
| Kërstoc            | Krstovac         | 213                               |
| Kliçina            | Klinčina         | 833                               |
| Koshutan           | Košutane         | 6                                 |
| Kosuriq            | Kosurić          | 823                               |
| Kotradiq           | Kotradić         | 634                               |
| Kryshec            | Kruševac         | 1009                              |
| Kuqishta           | Kućište          | 9                                 |
| Leshan             | Lješane          | 354                               |
| Lëvosha            | Ljevoša          | 12                                |
| Lipa               | Lipa             | 0                                 |
| Llabjan            | Labljane         | 633                               |
| Llaz-Bellopaq      | Laz Belopać      | 0                                 |
| Llozhan            | Ložane           | 597                               |
| Llugaxhia          | Lugađija         | 702                               |
| Loxha              | Lođa             | 708                               |
| Lubeniq            | Ljubenić         | 823                               |
| Lutogllava         | Ljutoglava       | 951                               |
| Malaj              | Maljeviće        | 0                                 |
| Millovanc          | Milanovac        | 279                               |
| Nabërgjan          | Nabrđe           | 1833                              |
| Naklla             | Naklo            | 574                               |
| Nepola             | Nepolje          | 398                               |
| Novosella          | Novo Selo        | 1817                              |
| Osoja              | Osoje            | 339                               |
| Ozdrim             | Ozrim            | 551                               |
| Pavlan             | Plavljane        | 697                               |
| Peja               | Peć              | 48962                             |
| Pepiq              | Pepiće           | 10                                |
| Pishtan            | Pištane          | 84                                |
| Poçesta            | Počešće          | 404                               |
| Qyshk              | Ćuška            | 1481                              |
| Radac              | Radavac          | 1352                              |
| Ramun              | Romune           | 492                               |
| Rashiq             | Rašić            | 759                               |
| Raushiq            | Raušić           | 2260                              |
| Reka e Allagës     | Alagina Reka     | 9                                 |
| Rosula             | Rosulje          | 17                                |
| Ruhot              | Ruhot            | 512                               |
| Shkrel             | Škrelje          | 0                                 |
| Shtupeq i Madh     | Veliki Štupelj   | 63                                |
| Shtupeq i Vogël    | Mali Štupelj     | 0                                 |
| Siga               | Siga             | 346                               |
| Stankaj            | Jošanica         | 8                                 |
| Sverka             | Svrke            | 406                               |
| Treboviq           | Trebović         | 1950                              |
| Trestenik          | Trstenik         | 700                               |
| Turjaka            | Turjak           | 294                               |
| Vitomirica         | Vitomirica       | 5409                              |
| Vragoc             | Vragovac         | 141                               |
| Vranoc             | Vranovac         | 959                               |
| Zagërma            | Zagrmlje         | 27                                |
| Zahaq              | Zahać            | 1120                              |
| Zllapek            | Zlopek           | 483                               |